# Gästriklands runinskrifter 17
Gästriklands runinskrifter 17 är ett vikingatida runstensfragment av röd gävlesandsten som påträffades i Åsens by, Ovansjö socken och Sandvikens kommun. Fragmentet hittades 1926 vid en grundgrävning i Åsens by. Fragmentet förvaras på Västerbergs folkhögskola. Runstensfragmentet är cirka 3 gånger 3 decimeter stort. Den största runan är 11,5 centimeter och den minsta är 9 centimeter. Ristningen är djup och tydlig.

## Inskriften
Translitterering av runraden:
... ...-arla ... runar ...
Normalisering till runsvenska:
... ...arla ... runaʀ ...
Översättning till nusvenska:
... västerut/österut(?) ... runorna ...